# Sexto Esquadrão de Transporte Aéreo
O 6.º Esquadrão de Transporte Aéreo (6.º ETA) ou Esquadrão Guará é uma unidade aérea da Força Aérea Brasileira. Criado em 1969, está sediado na Base Aérea de Brasília e opera as aeronaves C-95CM (Embraer EMB-110 Bandeirante, modernizado), C-97 (Embraer EMB-120 Brasília), C-98 (Cessna 208B Grand Caravan), VU-35A (Learjet 35A), Phenom 100 EV (Embraer Phenom 100) e U-55 (Bombardier Learjet 55). Cada esquadrão de transporte aéreo está subordinado a um Comando Aéreo Regional, assim, o 6.º ETA fornece apoio aéreo ao VI COMAR. Sua missão é realizar missões de transporte aéreo e de tropa, ligação de comando e evacuação aeromédica.

## Função
Os ETA's tem importante função logística na força, permitindo o fluxo de material e pessoal, dando capilaridade ao transporte realizado pelos Grupos de Transporte que operam aeronaves de grande porte. Também executam ações em proveito de outros órgãos da administração pública federal, atendendo também aos governos estaduais e municipais, nos casos de calamidade pública, transporte de enfermos e ações de cunho social. Após a aquisição dos Learjet 35A, passou a realizar transporte de órgãos, proporcionando o salvamento de vidas de centenas de brasileiros. Durante a pandemia de COVID-19, o 6.º ETA foi responsável pelo transporte de máscaras, vacinas, e kits de alimentação entre Brasília e Anápolis.